# Jarso (woreda, Welega)
Pour les articles homonymes, voir Jarso.
Jarso est un woreda de l'ouest de l'Éthiopie situé dans la zone Mirab Welega de la région Oromia. Il a 48 561 habitants en 2007. Son centre administratif est Geba Dafeno également connue sous le nom de Jarso Town.

## Situation
Jarso est entouré dans la zone Mirab Welega par les woredas Nejo au nord et à l'est, Boji Chekorsa au sud-est, Guliso au sud et Babo à l'ouest.
Son centre administratif s'appelle Geba Dafeno, ou Jarso Town. Il se trouve une trentaine de kilomètres à l'ouest de Nejo sur la route en direction de Begi.

## Histoire
L'Atlas of the Ethiopian Rural Economy montre l'étendue de Jarso à l'époque où il englobait le territoire de son futur voisin Babo. Ce grand woreda était alors bordé par Mana Sibu, Nejo, Boji, Ayra Guliso, Gawo Dale et Begi.
Babo, ou Babo Gambel, se détache de Jarso avant le recensement national de 2007.

## Population
Au recensement national de 2007, le woreda compte 48 561 habitants dont 7,5 % de citadins avec 3 625 habitants à Geba Dafeno.
La majorité des habitants du woreda (57 %) sont protestants, 38 % sont orthodoxes et 5 % sont musulmans.
En 2022, la population du woreda est estimée à 70 350 personnes avec une densité de population de 149 personnes par km2 et 471 km2 de superficie.